# Ahja
Die ehemalige Landgemeinde Ahja (Ahja vald) liegt im Südosten Estlands. Sie gehörte zum Kreis Põlva. Ihre Fläche betrug 72,2 km². Sie hatte 998 Einwohner (Stand: 1. Januar 2016). Seit 2017 ist Ahja Teil der Gemeinde Põlva.

## Dörfer
Neben dem Hauptort Ahja umfasst die Gemeinde die Dörfer Akste, Ibaste, Kärsa, Kosova, Loko, Mustakurmu, Mõtsküla und Vanamõisa.

## Partnerschaft
Es besteht eine Gemeindepartnerschaft zwischen Ahja und Itzstedt in Schleswig-Holstein.

## Persönlichkeiten
- Ahja ist der Geburtsort des estnischen Schriftstellers Friedebert Tuglas, der sich in seinem Roman Väike Illimari stark von seiner Heimat inspirieren ließ.
- Aus Ahja stammt auch die estnische Diplomatin Karin Jaani.

## Bilder

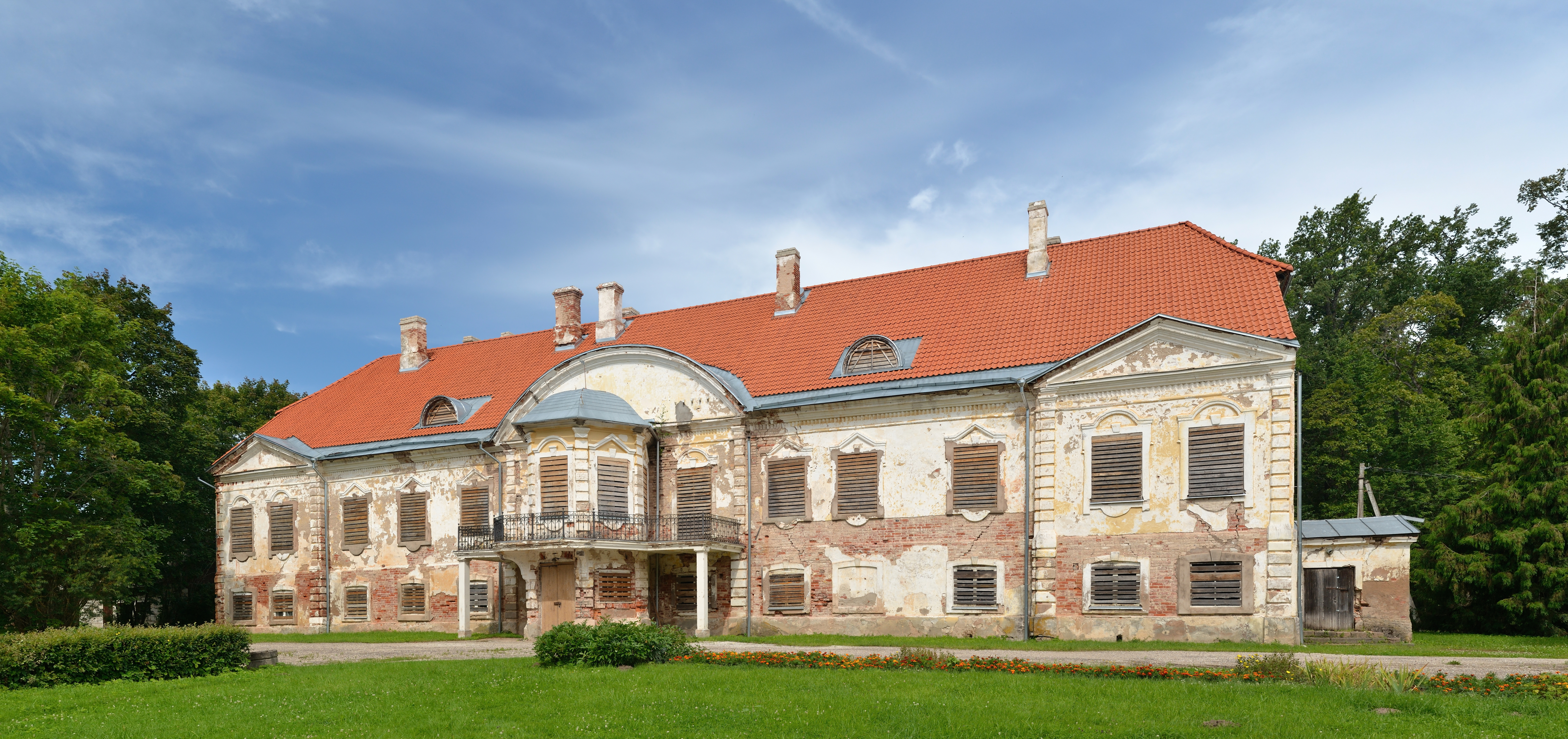
Herrenhaus des Guts Ahja
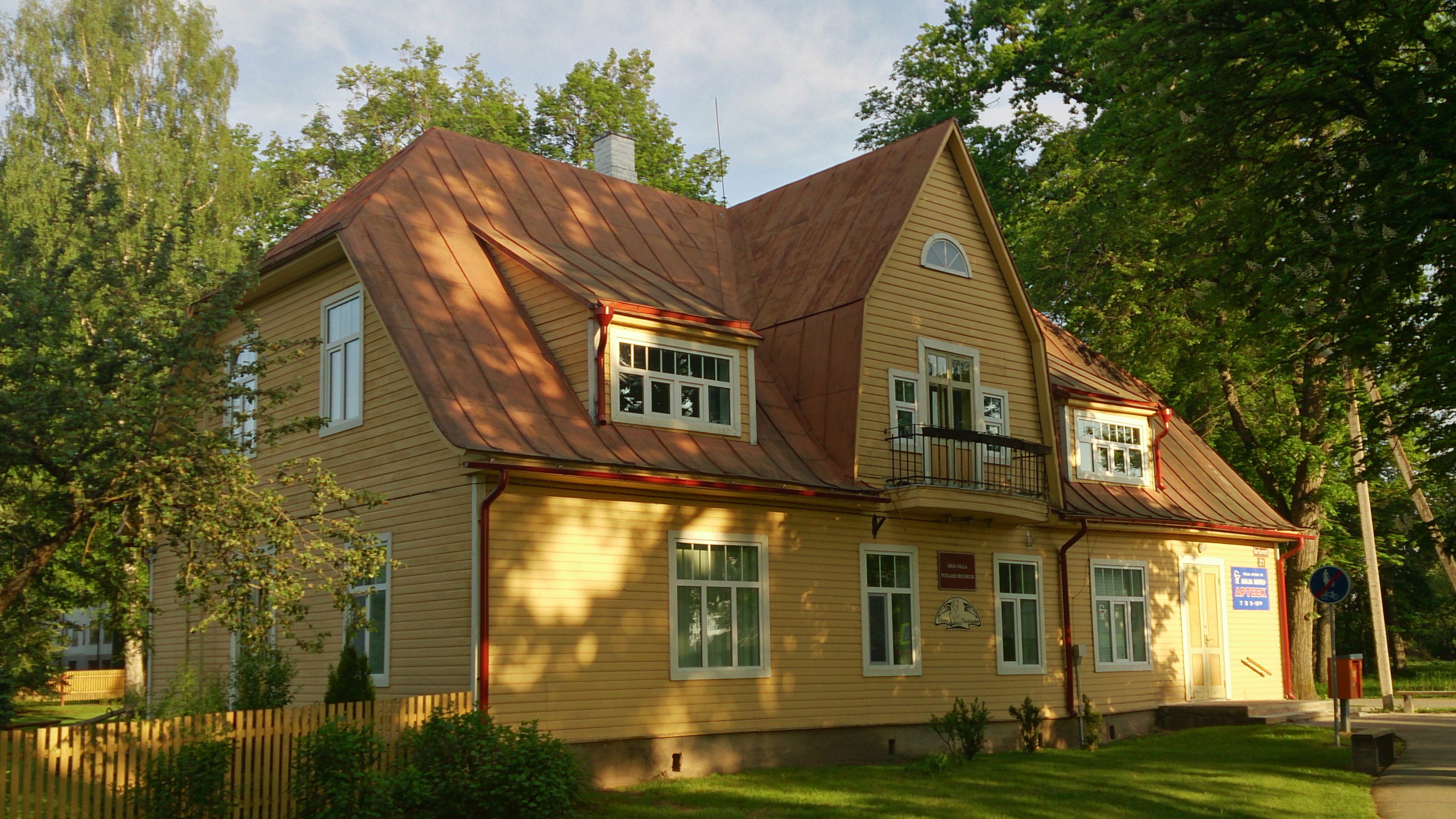
Friedebert-Tuglas-Museum in Ahja
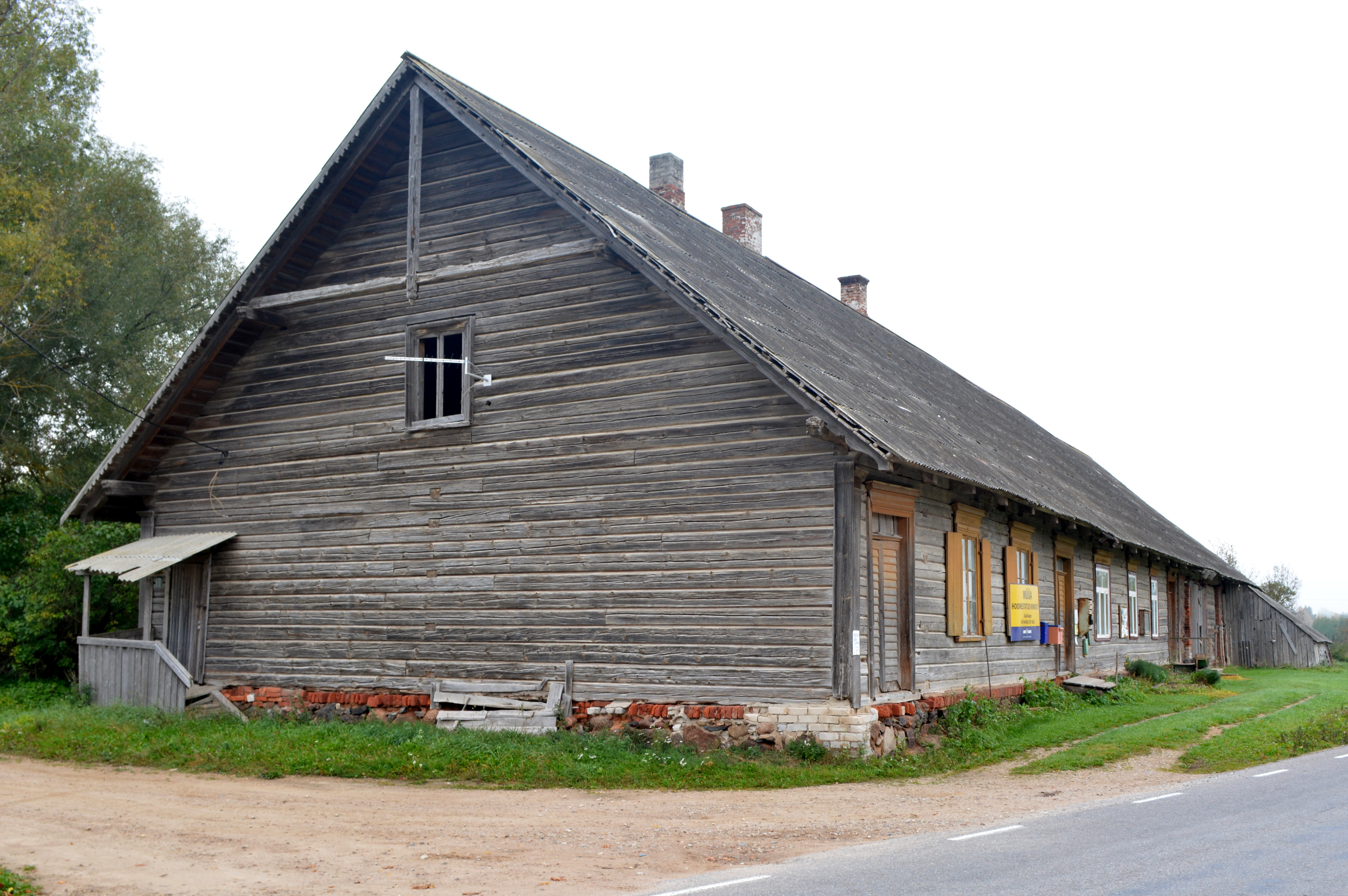
Historischer Krug in Kärsa
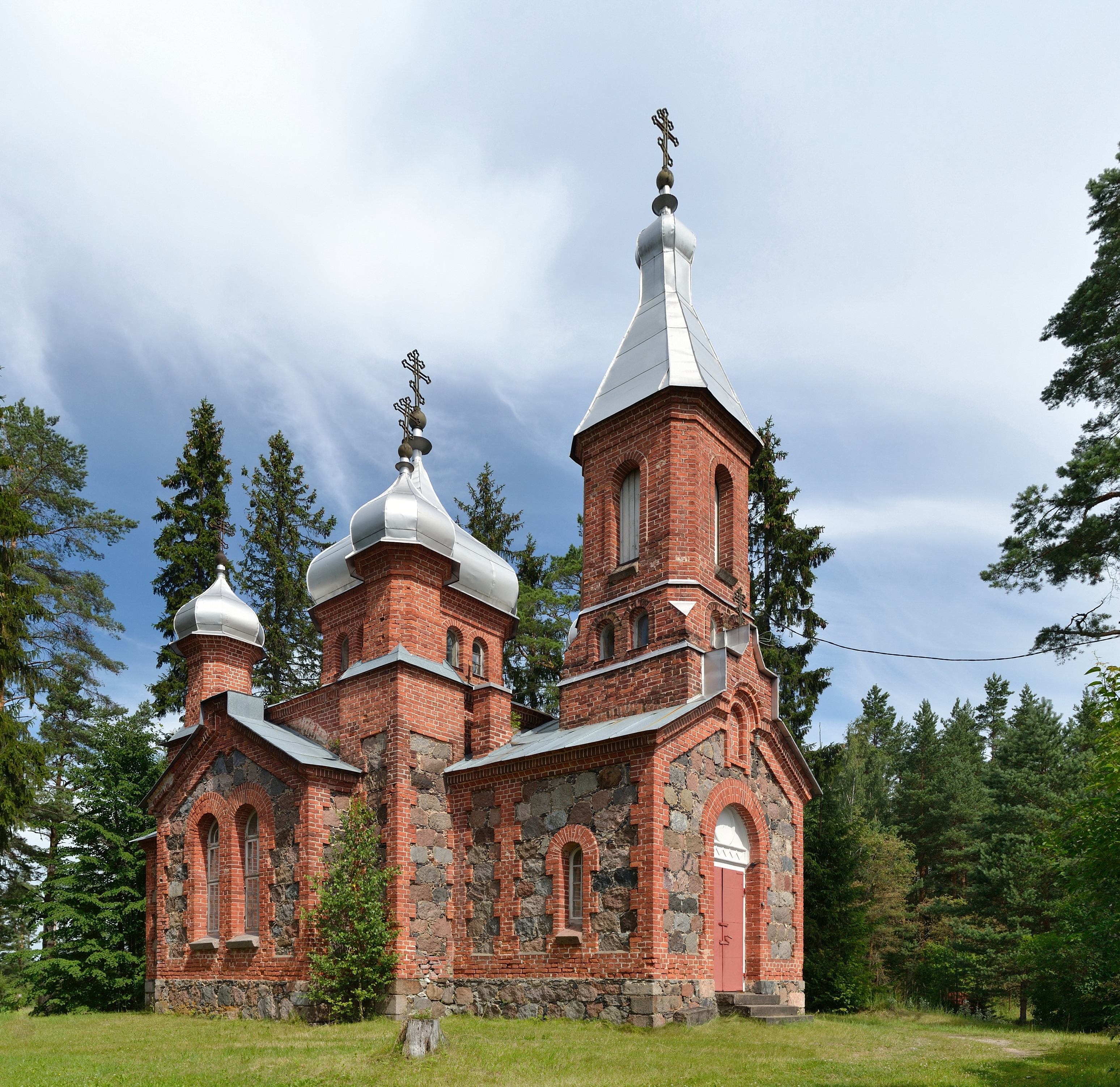
Kirche von Kärsa
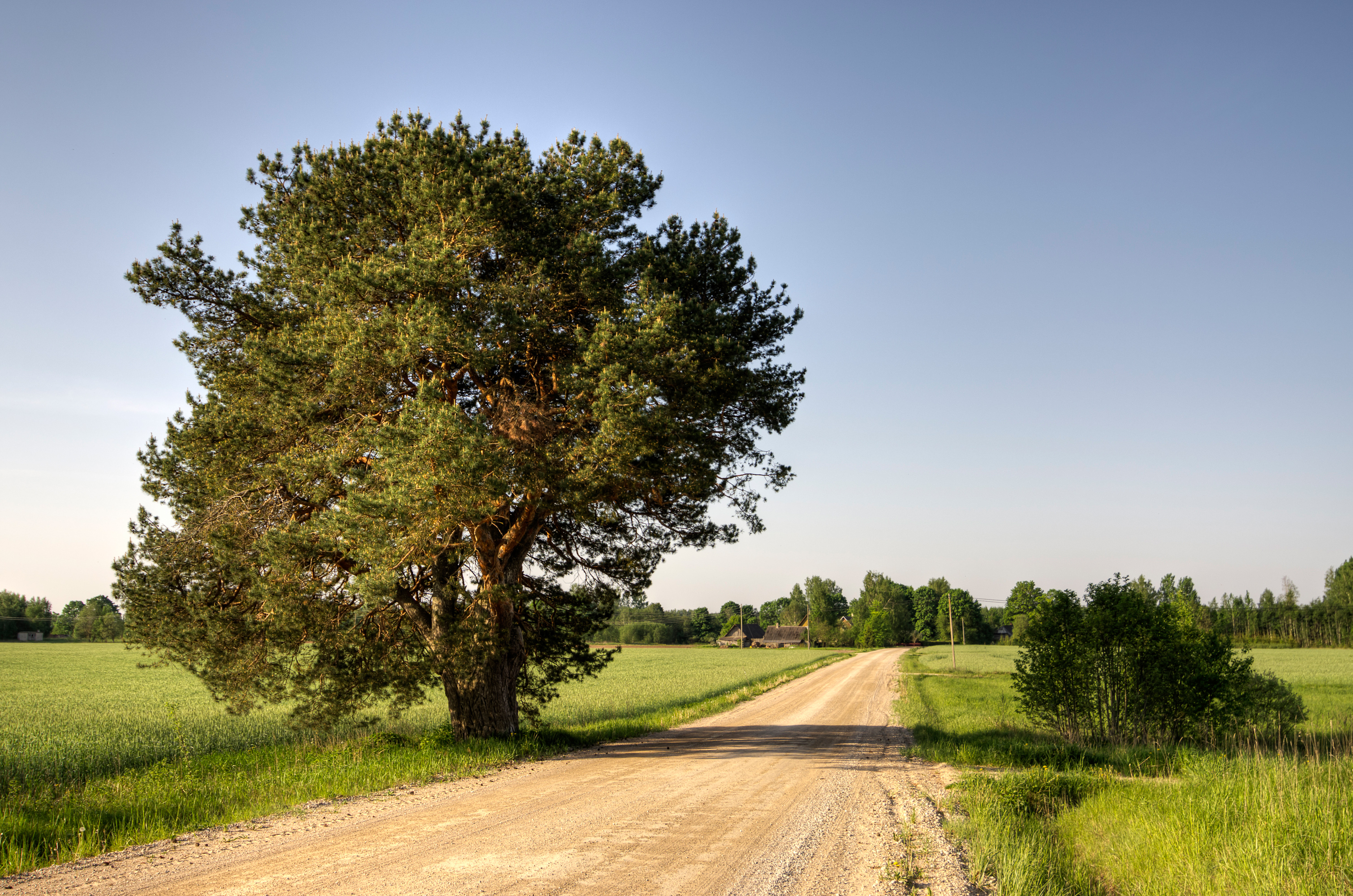
Akste